# Revista de música
Una revista de música es una revista dedicada a la música y a la cultura musical. Estas revistas suelen incluir noticias musicales, entrevistas, sesiones fotográficas, ensayos, reseñas de discos, reseñas de conciertos y, ocasionalmente, tienen un material coleccionable con música grabada.

## Revistas de música destacadas
Las revistas de música fueron muy prolíficas en el Reino Unido, siendo NME la que lideró las ventas desde su primer número en 1952. NME tenía un rival de larga data en Melody Maker, una publicación aún más antigua que existía desde 1926; sin embargo, en 2001, la caída de la circulación y el auge de los sitios de música en Internet hicieron que Melody Maker fuera absorbido por su antiguo rival y dejara de publicarse. Varias otras revistas británicas, como Select y Sounds, también cerraron entre 1990 y 2000. Las revistas musicales actuales del Reino Unido incluyen Kerrang! y Mojo. Entre las revistas centradas en la música pop más que en el rock y dirigidas a un mercado más joven se incluyen la ahora desaparecida Smash Hits y Top of the Pops de la BBC, que sobrevivió al programa de televisión en el que se basaba. 
La revista de música de mayor trayectoria en el Reino Unido es BMG, fundada en 1903 por Clifford Essex. BMG, que significa banyo, mandolina y guitarra, es la publicación más antigua centrada en instrumentos con trastes y promueve activamente instrumentos acústicos de todo tipo.
Las principales revistas de música en Estados Unidos incluyen Rolling Stone (fundada en 1967), DownBeat (fundada en 1934) y Spin (fundada en 1985). La revista Clash fue votada como revista musical del año en 2004 y es la segunda presencia en línea más grande del Reino Unido. Clash también fue galardonada como Revista del Año en los Premios PPA Escocia. Alternative Press tiene una cobertura más «underground» que incluye pop punk, post-hardcore y metalcore. 
Melodic es una importante revista digital de Suecia. Melodic se centra principalmente en el hard rock, el metal melódico y la música alternativa. 
Entre las revistas de música clásica, Diapason es la más leída en Francia. 
Un ejemplo de una revista de nostalgia es Keep Rockin', una revista de nostalgia de los años 1950 y 1960. El primer número salió en enero de 2009. La revista presenta una mezcla de eventos actuales relacionados con ese período de tiempo (por ejemplo, conciertos, exposiciones de automóviles) e historias con fotografías originales de los años 1950 y 1960, así como algunos artículos escritos por lectores sobre experiencias de crecimiento durante ese período.

## Materiales coleccionables
Varias revistas de música incluyen un álbum gratuito de música (normalmente una compilación de temas de varios artistas), conocido en la industria editorial como covermount. La práctica comenzó en la década de 1980 cuando la revista británica Smash Hits regalaba discos flexibles, y pasó a mixtape s y discos compactos en la década de 1990, con revistas modernas como NME y Mojo que frecuentemente incluían compilaciones de portadas.
Las pistas reciben autorización para su lanzamiento por parte de las compañías discográficas pertinentes y, generalmente, se lanzan con fines promocionales.